# Revista General de Legislación y Jurisprudencia
La Revista General de Legislación y Jurisprudencia es una revista publicada en España desde 1853, que trata temas del ámbito jurídico.

## Historia
Fue fundada en 1853 por José Reus y García e Ignacio Miquel y Rubert. Entre sus directores han figurado nombres como los de Pedro Gómez de la Serna, Emilio Reus, José María Manresa y Navarro, Eduardo Dato o Ángel Ossorio y Gallardo. Durante la guerra civil española se suspendió su publicación, reapareciendo de nuevo en 1941.